# Unset
unset – program konsoli Uniksa usuwający zmienną środowiskową z pamięci i środowiska wyeksportowanego. W Linuksie jest to polecenie wbudowane w powłokę Bash.